# Orchestre symphonique de Montréal
L'Orchestre symphonique de Montréal, anche chiamata Montreal Symphony Orchestra, è un'orchestra con sede a Montréal, Canada, attiva dal 1934. Dal settembre 2011 l'orchestra ha sede alla Maison symphonique de Montréal.

## Direttori d'orchestra
- 1935–1940: Wilfrid Pelletier
- 1941–1952: Désiré Defauw
- 1950–1953: Otto Klemperer
- 1957–1961: Igor Markevitch
- 1961–1967: Zubin Mehta
- 1967–1975: Franz-Paul Decker
- 1975–1976: Rafael Frühbeck de Burgos
- 1977–2002: Charles Dutoit
- 2002–2006: Jacques Lacombe
- 2006–2020: Kent Nagano
- 2022–presente Rafael Payare

## Discografia parziale
- Berlioz, Enfance du Christ/Hélène/Sara la baigneuse/La belle voyageuse/Chant sacré - Dutoit/Montréal SO/Graham, 1995/1996 Decca
- Berlioz: Les Troyens - Charles Dutoit/Deborah Voigt/Françoise Pollet/Gary Lakes/Chœur & Orchestre Symphonique De Montreal, 1994 Decca
- Berlioz, Sinfonia fantastica/Aroldo/Romeo - Dutoit/Orch. Symph. Montréal, 1998 Decca
- Bizet, Suites Arlesiana/Suites Carmen/Sinf. in do - Dutoit/Orch. Montréal, 1986/1995 Decca
- Ciaikovsky, Lago dei cigni - Dutoit/Orch. Montréal, 1991 Decca
- Debussy, Mer/Jeux/Nocturnes/Prelude à l'après-midi d'un faune - Dutoit/Orch. Montréal, 1988/1989 Decca
- Debussy, Pelléas et Mélisande - Dutoit/Henry/Alliot-Lugaz, 1991 Decca
- Fauré, Requiem/Pelléas/Pavane - Dutoit/Te Kanawa/Milnes, 1987 Decca
- Holst, Pianeti - Dutoit/Orch. Montréal, 1986 Decca
- Honegger & Ibert, L'Aiglon - Nagano/Barrard/Dupuis, 2015 Decca
- Mathieu, Gershwin and Rachmaninov: Rhapsodies - Alain Lefevre/Matthias Bamert/Orchestre Symphonique De Montreal, 2006 Analekta
- Ravel, Bolero/Alborada/Valse/Rapsodie - Dutoit/Montréal SO, 1984 Decca
- Ravel, Opere per orch./Conc. pf./Enfant/Sheherazade - Dutoit/Rogé/Montréal SO, 1980/1992 Decca
- Rodrigo Falla, Aranjuez/Fantasia/Cappello - Bonell/Dutoit/Orch. Montréal, 1980/1981 Decca
- Rossini, Ouvertures - Dutoit/Montréal SO, 1992 Decca
- Saint-Saëns: Complete Violin Concertos - Andrew Wan/Orchestre Symphonique De Montreal/Kent Nagano, 2015 Groupe Analekta
- Dutoit, Dutoit e l'Orchestra di Montréal - Limited Edition - Decca